# Vladimir Katriuk
Vladimir Katriuk (en ukrainien : Володимир Катрюк), né le 1er octobre 1921, à Loujany près de Tchernivtsi, ancienne région de Bukovine, Roumanie, actuelle ville d'Ukraine, et mort le 22 mai 2015  à Salaberry-de-Valleyfield en région montérégienne, au Québéc,, est un ancien nazi ukrainien puis canadien, suspecté par le Centre Simon-Wiesenthal d'avoir participé à la destruction du village de Khatyn en Biélorussie en 1943 pendant la Seconde Guerre mondiale,. En 2012, il est sur la liste des quatre fugitifs nazis les plus recherchés,,. En 2015, la Russie demande son extradition.

## Biographie

### Seconde guerre mondiale

#### Sur le front de l'Est
Selon son avocat, il rejoint Kiev en 1941 pour s'engager dans l'armée. Après l’abrogation du pacte de non agression germano-soviétique il est affilié aux troupes allemandes. 
En 1942, Katriuk rejoint le 118e Schutzmannschaft bataillon pour combattre les partisans soviétiques,,. C'est lors de cette période qu'il est soupçonné d'avoir commis des atrocités notamment lors du massacre de Khatyn en 1943 et dans la région de Nalibaki (en).

#### En France
Selon les actes du procès intenté par le Ministère canadien de l'immigration, il apparaît (point [12]) qu'en août 1944, le nouveau bataillon (résultat de la fusion des 115e et 118e) est transporté en train à Besançon (France). De là, il part pour Valdahon, un petit village où étaient stationnées d'importantes forces anti-aériennes (Flak) cantonnées dans de grandes casernes datant du règne de Napoléon. Les membres du bataillon furent avisés après coup par leurs officiers qu'ils faisaient désormais partie de la 30e Division de Grenadiers de la Waffen SS.
Traduction des points [13] à [16] du document précité :

« [13] À la suite de leur arrivée au Valdahon [?], quelques membres du nouveau bataillon prirent contact avec les Français de la clandestinité et, en particulier, avec ceux connus comme Forces Françaises de l'Intérieur (FFI). Un jour, le répondant [V. Kitriuk] et ses compagnons furent informés qu'ils allaient avoir à combattre les alliés le jour suivant. Selon le répondant, lui et ses compagnons attendaient une opportunité pour rejoindre le maquis français et, en conséquence, ce soir là, une majorité d'hommes du bataillon désertèrent chez les partisans français.
[14] Comme membre des FFI, le répondant et ses collègues combattirent en de nombreuses occasions contre les troupes allemandes. Ils furent, bien sûr, envoyés au front combattre contre les allemands. Pendant qu'ils combattaient au front, des officiers soviétiques vinrent leur rendre visite en leur demandant de revenir à la "mère patrie". Le répondant ne voulait pas retourner en Russie car il avait peur d'être envoyé en Sibérie pour une longue période de temps. Comme résultat des pressions soviétiques, le répondant et ses collègues furent retirés du front et envoyés dans le village de Dumblair [?] où ils séjournèrent quelques jours. Leurs armes leur furent retirées et les Français les informèrent qu'ils devaient retourner en Russie. Après discussions sur le sujet avec les officiers français, ils furent informés que le seul moyen d'éviter d'être envoyés en Russie était de rejoindre la Légion Étrangère Française ("LEF"). Le répondant s'engagea dans la Légion étrangère, comme le firent plusieurs de ses collègues.
[15] Le répondant fut envoyé par train à Marseille pour s'engager dans la Légion. Selon le répondant, 100 sur les 120 du bataillon fusionné décidèrent de regagner l'Union soviétique.
[16] Le répondant s'engagea officiellement dans la LEF en septembre 1944 comme simple soldat. Il fut l'un des vingt ou vingt-cinq « volontaires » à qui il fut demandé par les commandants français d'aller au front combattre l'Armée allemande. Au front, le répondant fut chargé d'une mitrailleuse et, pendant le cours de sa participation, il fut sévèrement blessé. Il passa deux à deux mois et demi dans un hôpital américain en France. »

— traduction Raymond GIMILIO, 2012
En août 1944, Katriuk rejoint donc la résistance. À la suite des pressions soviétiques, il choisit d'entrer dans la légion étrangère française pour éviter un rapatriement forcé vers l'Union soviétique. Il y est blessé et passe deux mois et demi à l'hôpital américain de Paris et repart sur le front italien dans les environs de Monaco.

### Après guerre
La guerre prend fin le 8 mai 1945. Selon le document précité, Katriuk se trouve avec la Légion dans la région de Meaux où la Légion va être réorganisée en vue de son départ pour l'Indochine. En permission, Katriuk contacte d'anciennes connaissances du Maquis. Il obtiendra de faux papiers au nom de son beau-frère Nicolas Schpirka. Il déserte en ne retournant pas à sa caserne. Il bénéficiera du soutien de réseaux d'amis, travaille, se marie, obtient un visa pour le Canada et s'embarque au Havre le 6 août 1951.

### En 1951, émigration
En 1951, Vladimir Katriuk émigre donc au Canada depuis la France. Il est apiculteur à Ormstown au Québec où il vit avec sa femme,,.
Après une opération du genou droit, il doit subir une intervention du genou gauche.

### Démêlés canadiens
Le document de l'action entreprise par le Ministère canadien de l'Immigration contre Vladimir Katriuk apporte d'intéressantes précisions sur le parcours de Vladimir Katriuk pendant la Seconde Guerre mondiale et son engagement, en France, dans les maquis.
Il semble que Katriuk se soit vu reprocher d'avoir fait de fausses déclarations dans sa demande de visa d'immigration, notamment l'emploi d'une fausse identité.

### Immigration ukrainienne au Canada
Vladimir Katriuk n'a pas choisi le Canada par hasard. Ce pays est une terre d'accueil depuis longtemps pour les immigrants. L'Ukraine a fourni d'importants contingents. En 1891, « début de la migration de 170 000 Ukrainiens, fuyant principalement l’oppression dans les régions soumises à l’autorité austro-hongroise. C’est la première vague d’Ukrainiens cherchant asile au Canada ». La 3e vague (1945-1952) est composée d’immigrants ukrainiens, qui fuient le régime communiste soviétique. Ces immigrants sont certainement des gens travailleurs, désireux de construire pour leurs enfants un avenir meilleur. Katriuk a pensé se fondre dans la masse et s'y faire oublier.

### Mort
Il meurt le 22 mai 2015  à l’hôpital de Salaberry-de-Valleyfield au Canada quelques semaines après que la Russie a demandé son extradition pour entamer des poursuites criminelles à son encontre,.